# Campeonato Descentralizado 2013
Il Campeonato Descentralizado 2013, denominato Copa Movistar 2013 per ragioni di sponsorizzazione, è stato la 97ª edizione della massima serie del campionato peruviano di calcio.
Il torneo è stato vinto dall'Universitario, che ha così ottenuto il 26º titolo nazionale battendo nella gara di spareggio il Real Garcilaso dopo i tiri di rigore.

## Stagione

### Formula
Il torneo si è articola in tre fasi: la prima è consistita in un girone all'italiana con gare di andata e ritorno al termine della quale le sedici partecipanti sono state divise in due gironi da otto squadre ciascuno. La seconda fase si è svolta sempre con il sistema del girone all'italiana e tutte le formazioni sono partite dal punteggio ottenuto durante la prima parte del campionato. Al termine dei due mini gironi (denominati liguilla) le due prime classificate hanno avuto accesso alla finale valevole per l'assegnazione del titolo nazionale. La finale si è svolta con la formula dell'andata e del ritorno, i punteggi delle due partite non sarebbero stati sommati e quindi, nel caso in cui entrambe le contendenti avessero vinto una delle due gare, si sarebbe procedutp ad un terzo incontro di spareggio.

## Squadre partecipanti
| Club              | Città                             | Stadio                            | Stagione 2012                            |
| ----------------- | --------------------------------- | --------------------------------- | ---------------------------------------- |
| Alianza Lima      | Lima                              | Estadio Alejandro Villanueva      | 14º posto nel Campeonato Descentralizado |
| Cienciano         | Cusco                             | Estadio Municipal de Espinar      | 10º posto nel Campeonato Descentralizado |
| Melgar            | Arequipa                          | Estadio Mariano Melgar            | 5º posto nel Campeonato Descentralizado  |
| Inti Gas Deportes | Ayacucho                          | Estadio Ciudad de Cumaná          | 7º posto nel Campeonato Descentralizado  |
| José Gálvez       | Chimbote                          | Estadio Manuel Rivera Sánchez     | 9º posto nel Campeonato Descentralizado  |
| Juan Aurich       | Chiclayo                          | Estadio Francisco Mendoza Pizarro | 4º posto nel Campeonato Descentralizado  |
| León de Huánuco   | Huánuco                           | Estadio Heraclio Tapia            | 13º posto nel Campeonato Descentralizado |
| Pacífico SMP      | Distretto di San Martín de Porres | Estadio Segundo Aranda Torres     | 1º posto nella Segunda División          |
| Real Garcilaso    | Cusco                             | Estadio Municipal de Urcos        | 2º posto nel Campeonato Descentralizado  |
| Sport Huancayo    | Huancayo                          | Estadio Huancayo                  | 6º posto nel Campeonato Descentralizado  |
| Sporting Cristal  | Lima                              | Estadio Alberto Gallardo          | Campione del Perù                        |
| Unión Comercio    | Moyobamba                         | Estadio Regional IPD              | 12º posto nel Campeonato Descentralizado |
| U. César Vallejo  | Trujillo                          | Estadio Municipal de Casa Grande  | 3º posto nel Campeonato Descentralizado  |
| Univ. San Martín  | Lima                              | Estadio Miguel Grau               | 8º posto nel Campeonato Descentralizado  |
| UTC Cajamarca     | Cajamarca                         | Estadio Héroes de San Ramón       | Vincitore della Copa Perú 2012           |
| Universitario     | Lima                              | Estadio Monumental "U"            | 11º posto nel Campeonato Descentralizado |

## Primera Etapa

### Classifica finale
|  | Pos. | Squadra             | Pt | G  | V  | N  | P  | GF | GS | DR  |
|  | ---- | ------------------- | -- | -- | -- | -- | -- | -- | -- | --- |
|  | 1.   | Real Garcilaso (-1) | 57 | 30 | 17 | 7  | 6  | 41 | 20 | +21 |
|  | 2.   | Universitario       | 53 | 30 | 15 | 8  | 7  | 41 | 24 | +17 |
|  | 3.   | Sporting Cristal    | 49 | 30 | 14 | 7  | 9  | 51 | 33 | +18 |
|  | 4.   | UTC Cajamarca       | 47 | 30 | 13 | 8  | 9  | 33 | 28 | +5  |
|  | 5.   | U. César Vallejo    | 46 | 30 | 12 | 10 | 8  | 35 | 32 | +3  |
|  | 6.   | León de Huánuco     | 45 | 30 | 11 | 12 | 7  | 38 | 27 | +11 |
|  | 7.   | Alianza Lima        | 45 | 30 | 13 | 6  | 11 | 34 | 33 | +1  |
|  | 8.   | Inti Gas Deportes   | 43 | 30 | 11 | 10 | 9  | 41 | 38 | +3  |
|  | 9.   | Sport Huancayo      | 42 | 30 | 11 | 9  | 10 | 40 | 41 | -1  |
|  | 10.  | Cienciano           | 39 | 30 | 10 | 9  | 11 | 30 | 39 | -9  |
|  | 11.  | Melgar              | 36 | 30 | 8  | 12 | 10 | 32 | 33 | -1  |
|  | 12.  | Juan Aurich         | 33 | 30 | 8  | 9  | 13 | 37 | 37 | 0   |
|  | 13.  | Pacífico SMP        | 33 | 30 | 7  | 12 | 11 | 22 | 33 | -11 |
|  | 14.  | Univ. San Martín    | 30 | 30 | 8  | 6  | 16 | 26 | 44 | -18 |
|  | 15.  | Unión Comercio      | 26 | 30 | 6  | 8  | 16 | 24 | 40 | -16 |
|  | 16.  | José Gálvez         | 25 | 30 | 6  | 7  | 17 | 38 | 64 | -26 |

Legenda:
      Ammessa alla Coppa Libertadores 2014.
Note:
Tre punti a vittoria, uno a pareggio, zero a sconfitta.
Il Real Garcilaso ha scontato un punto di penalizzazione.

## Segunda Etapa

### Liguilla A

#### Classifica finale
|  | Pos. | Squadra             | Pt | G  | V  | N  | P  | GF | GS | DR  |
|  | ---- | ------------------- | -- | -- | -- | -- | -- | -- | -- | --- |
|  | 1.   | Real Garcilaso (-1) | 77 | 44 | 22 | 12 | 10 | 63 | 39 | +24 |
|  | 2.   | Sporting Cristal    | 75 | 44 | 22 | 9  | 13 | 76 | 45 | +31 |
|  | 3.   | Alianza Lima (+1)   | 70 | 44 | 19 | 12 | 13 | 57 | 46 | +11 |
|  | 4.   | U. César Vallejo    | 69 | 44 | 18 | 15 | 11 | 56 | 46 | +10 |
|  | 5.   | Sport Huancayo      | 56 | 44 | 14 | 14 | 16 | 55 | 62 | -7  |
|  | 6.   | Melgar              | 50 | 44 | 10 | 20 | 13 | 44 | 49 | -4  |
|  | 7.   | Pacífico SMP        | 44 | 44 | 11 | 11 | 22 | 39 | 59 | -20 |
|  | 8.   | Unión Comercio      | 44 | 44 | 10 | 14 | 20 | 31 | 62 | -31 |

Legenda:
      Ammessa alla Tercepa Etapa e alla Coppa Libertadores 2014.
Note:
Tre punti a vittoria, uno a pareggio, zero a sconfitta.

### Liguilla B

#### Classifica finale
|  | Pos. | Squadra               | Pt | G  | V  | N  | P  | GF | GS | DR  |
|  | ---- | --------------------- | -- | -- | -- | -- | -- | -- | -- | --- |
|  | 1.   | Universitario         | 76 | 44 | 21 | 13 | 10 | 61 | 39 | +22 |
|  | 2.   | UTC Cajamarca         | 68 | 44 | 19 | 11 | 14 | 52 | 49 | +3  |
|  | 3.   | Inti Gas Deportes     | 63 | 44 | 17 | 12 | 15 | 63 | 65 | -2  |
|  | 4.   | Juan Aurich           | 62 | 44 | 17 | 11 | 16 | 66 | 50 | +16 |
|  | 5.   | Cienciano             | 59 | 44 | 15 | 14 | 15 | 46 | 56 | -10 |
|  | 6.   | León de Huánuco       | 56 | 44 | 14 | 14 | 16 | 49 | 48 | +1  |
|  | 7.   | Univ. San Martín (+2) | 49 | 44 | 12 | 11 | 21 | 46 | 60 | -14 |
|  | 8.   | José Gálvez           | 39 | 44 | 10 | 9  | 25 | 55 | 88 | -33 |

Legenda:
      Ammessa alla Tercepa Etapa e alla Coppa Libertadores 2014.
Note:
Tre punti a vittoria, uno a pareggio, zero a sconfitta.

## Tercera Etapa

### Andata
| Arbitro: | Manuel Garay |

|                                 |           |                                  |
| Ortiz 3’ Ferreira 45’ Ramúa 88’ | Marcatori | 68’ (rig.) Ruidíaz 79’ Fernández |

### Ritorno
| Arbitro: | Víctor Carrillo |

|                                          |           |  |
| Gustavino 8’ Fernández 16’ Guarderas 85’ | Marcatori |  |

### Spareggio
| Arbitro: | Henry Gambetta |

|                                                   |                      |                                                        |
| Bogado 64’                                        | Marcatori            | 51’ Galliquio                                          |
| Ramúa Ortiz Ramos Guadalupe Ferreira Rey Retamoso | Tiri di rigore 4 – 5 | Ximénez Gonzáles Gómez Gustavino Ruidíaz Romero Duarte |

## Classifica complessiva
La classifica complessiva è servita a determinare le squadre qualificate alle competizioni CONMEBOL dell'anno successivo (Coppa Libertadores e Coppa Sudamericana) e le due formazioni che sono state retrocesse in Segunda División.
Il Real Garcilaso ha ottenuto la qualificazione alla Coppa Libertadores 2014 come Perù 3 grazie alla vittoria della Primera Etapa, avendo poi vinto anche la successiva Liguilla che metteva in palio i restanti posti disponibili (Perù 1 e Perù 2), la terza squadra peruviana a qualificarsi per la Coppa Libertadores è diventata quella con il punteggio complessivo migliore ad esclusione delle due finaliste.
|  | Pos. | Squadra               | Pt | G  | V  | N  | P  | GF | GS | DR  |
|  | ---- | --------------------- | -- | -- | -- | -- | -- | -- | -- | --- |
|  | 1.   | Real Garcilaso (-1)   | 77 | 44 | 22 | 12 | 10 | 63 | 39 | +24 |
|  | 2.   | Universitario         | 76 | 44 | 21 | 13 | 10 | 61 | 39 | +22 |
|  | 3.   | Sporting Cristal      | 75 | 44 | 22 | 9  | 13 | 76 | 45 | +31 |
|  | 4.   | Alianza Lima (+1)     | 70 | 44 | 19 | 12 | 13 | 57 | 46 | +11 |
|  | 5.   | U. César Vallejo      | 69 | 44 | 18 | 15 | 11 | 56 | 46 | +10 |
|  | 6.   | UTC Cajamarca         | 68 | 44 | 19 | 11 | 14 | 52 | 49 | +3  |
|  | 7.   | Inti Gas Deportes     | 63 | 44 | 17 | 12 | 15 | 63 | 65 | -2  |
|  | 8.   | Juan Aurich           | 62 | 44 | 17 | 11 | 16 | 66 | 50 | +16 |
|  | 9.   | Cienciano             | 59 | 44 | 15 | 14 | 15 | 46 | 56 | -10 |
|  | 10.  | León de Huánuco       | 56 | 44 | 14 | 14 | 16 | 49 | 48 | +1  |
|  | 11.  | Sport Huancayo        | 56 | 44 | 14 | 14 | 16 | 55 | 62 | -7  |
|  | 12.  | Melgar                | 50 | 44 | 10 | 20 | 13 | 44 | 49 | -4  |
|  | 13.  | Univ. San Martín (+2) | 49 | 44 | 12 | 11 | 21 | 46 | 60 | -14 |
|  | 14.  | Unión Comercio        | 44 | 44 | 10 | 14 | 20 | 31 | 62 | -31 |
|  | 15.  | Pacífico SMP          | 44 | 44 | 11 | 11 | 22 | 39 | 59 | -20 |
|  | 16.  | José Gálvez           | 39 | 44 | 10 | 9  | 25 | 55 | 88 | -33 |

Legenda:
      Ammessa alla Coppa Libertadores 2014.
      Ammessa alla Coppa Sudamericana 2014.
      Retrocessa in Segunda División.
Note:
Tre punti a vittoria, uno a pareggio, zero a sconfitta.

### Spareggio retrocessione
| Arbitro: | Miguel Santivañez |

|  |           |               |
|  | Marcatori | 86’ Andonaire |

## Statistiche

### Classifica marcatori
| Gol |  |  | Giocatore       | Squadra          |
| --- |  |  | --------------- | ---------------- |
| 21  |  |  | Raúl Ruidíaz    | Universitario    |
| 21  |  |  | Víctor Rossel   | Unión Comercio   |
| 18  |  |  | Germán Alemanno | U. César Vallejo |
| 18  |  |  | Irven Ávila     | Sporting Cristal |
| 18  |  |  | Ramón Rodríguez | Cienciano        |
| 17  |  |  | Roberto Ovelar  | Juan Aurich      |
| 16  |  |  | Sergio Ibarra   | Sport Huancayo   |